# Warrap (città)
Warrap (in arabo واراب‎?) è la capitale del wilayat sudanese del Warrap, anche se potrebbe essere sostituita, nelle sue funzioni di capitale, da Kuajok.
| Controllo di autorità | VIAF (EN) 173361395 · LCCN (EN) no2011113003 |